# Odin
Odin (iz staronordijskega Óðinn) je osrednje božanstvo nordijske in kontinentalne germanske mitologije. V nordijski mitologiji, ki je glavni vir večine ohranjenih zapisov o njem, je povezan s širokim naborom konceptov in vlog, vključno z modrostjo, zdravilstvom, smrtjo, kraljevanjem, vešali, znanjem, vojno, bitko, zmago, čarovništvom, poezijo, besom, runsko abecedo in ekstazo. Poleg tega je znan kot mož boginje Frigg, oče pomembnih bogov kot sta Thor in Baldr, ter kot ključna figura v številnih mitskih dogodkih, od stvarjenja sveta do poslednje bitke Ragnaröka. 
Njegova prisotnost sega skozi celotno zapisano zgodovino Severne Evrope, od rimske okupacije Germanije, obdobja preseljevanja ljudstev do vrhunca v vikinški dobi. V širši germanski mitologiji in poganstvu je bil v stari angleščini poznan tudi kot Wōden, stari saksonščini kot Uuôden, stari nizozemščini kot Wuodan, stari frizijščini kot Wêda in v stari visoki nemščini kot Wuotan. Vse te besede izhajajo iz pragermanskega teonima *Wōðanaz, kar pomeni »gospodar besa« ali »vodja obsedenih«. Njegov vpliv je viden v krajevnih imenih, folklori in celo v koledarskem poimenovanju dneva srede (Wednesday) v nekaterih germanskih jezikih. 
Stara nordijska besedila Odina pogosto upodabljajo kot enookega, dolgobradega modreca z mogočnim kopjem Gungnir, ki ga spremljajo dva volkova (Geri in Freki), dva krokarja (Huginn in Muninn) ter osemnogi žrebec Sleipnir. Njegova podoba kot moža z ogrinjalom in širokim klobukom poudarja njegovo povezavo z magijo, potovanji in preobrazbo. Poleg tega so njegove zgodbe prepletene z mitološkimi dogodki, kot so pridobitev medice poezije, daritev runskega znanja človeštvu ter njegova vloga pri oblikovanju prvih ljudi, Aska in Emble. Odinova povezanost z Valhalo in valkirami ga postavlja v osrčje nordijskih pogledov na posmrtno življenje. Polovica padlih bojevnikov, znanih kot einherjar, se pod njegovim vodstvom pripravlja na Ragnarök, medtem ko preostali del, Fólkvangr, pripada boginji Freyji. Njegov svetovalec je breztelesna glava modreca Mímirja, ki mu prinaša vpogled v prihodnost.  
V poznejši folklori se Odin včasih pojavi kot vodja Divje jage, trume duhov prednikov, ki se v zimskem času podi po nebu. Zlasti v staroangleških in staronordijinskih besedilih ga povezujemo z uroki in drugimi oblikami magije. Raziskovalci so razvili številne teorije o njegovem izvoru in razvoju, pri čemer so nekatere usmerjene na etimološke povezave z drugimi božanstvi, kot je Freyjin mož Óðr, ki deluje kot nekakšen etimološki dvojnik Odina, ali na zgodovinske vplive, kot so stiki s praindoevropsko mitologijo. 
V sodobnem času Odin ostaja vir navdiha za umetnost, literaturo in glasbo. Njegova čaščenja so prisotna tudi v germanskem novopoganstvu, kjer nekatere veje religije Odina postavljajo v središče svoje duhovnosti. Njegov lik tako ostaja simbol globoke mistike, neukročenega duha in večne radovednosti, ki prežema nordijsko in germansko dediščino. 

## Ime

### Etimološki izvor
Staronordijski teonim Óðinn (runsko ᚢᚦᛁᚾ kot je zapisano na fragmentu lobanje najdene v Ribu na Danskem) je sorodnik drugih srednjeveških germanskih imen, vključno s staroangleškim Wōden, starosaškim Wōdan, staronizozemskim Wuodan in starovisokonemškim Wuotan (starobavarsko Wûtan). Vsi izhajajo iz rekonstruiranega pragermanskega teonima moškega spola *Wōðanaz (ali *Wōdunaz). *Wōðanaz, preveden kot »gospodar besa« ali kot »vodja obsedenih«, izhaja iz pragermanskega pridevnika *wōðaz (»obseden, navdihnjen, deliričen, besen«), pripetega na pripono *-naz (»gospodar«).
Notranji in primerjalni dokazi vsi kažejo na ideje o božanskem posedovanju ali navdihu in ekstatičnem vedeževanju. V svoji Gesta Hammaburgensis ecclesiae pontificum (1075–1080 n. št.) Adam iz Bremna izrecno povezuje Wodana z latinskim izrazom furor, ki ga lahko prevedemo kot »bes«, »norost«, »ihta« ali »blaznost« (Wodan id est furor : »Odin, to je furor«). Leta 2011 je bil izraz Woðinz na kamnu najdenem v Strängnäsu na Švedskem sprejet kot verjetno verodostojen izraz za Odina, vendar bi se lahko izraz namesto zanj uporabljal tudi kot soroden pridevnik s pomenom »z darom za (božansko) posest«.
Druge germanske sorodnice, ki izhajajo iz *wōðaz, vključujejo gotski woþs (»obseden«), staronordijski óðr (»nor, podivjan, besen«), staroangleški wōd (»nor, podivjan«) in nizozemski woed (»podivjan, divji, nor«), skupaj s substantiviranimi oblikami staronordijskega óðr (»um, pamet, razsodnost; pesem, poezija«), staroangleškega wōþ (»zvok, hrup; glas, pesem«), starovisokonemškega wuot (»vznemirjenje, nasilno vznemirjenje«) in srednjenizozemskega woet (»bes, blaznost«), iz istega korena kot izvirni pridevnik. Pragermanska izraza *wōðīn (»norost, bes«) in *wōðjanan (»besneti«) je prav tako mogoče rekonstruirati. Zgodnje epigrafske potrditve pridevnika vključujejo un-wōdz (»tisti, ki je miren«, tj. »ne-besen«; 200 n. št.) in wōdu-rīde (»besni jezdec«; 400 n. št.).
Filolog Jan de Vries je trdil, da sta bili staronordijski božanstvi Óðinn in Óðr verjetno prvotno povezani (kot v dubleti Ullr–Ullinn), pri čemer je Óðr (*wōðaz) starejša oblika in končni vir imena Óðinn (*wōða-naz). Nadalje je predlagal, da je bog besa Óðr–Óðinn stal nasproti bogu veličastnega sijaja Ullr–Ullinnu na podoben način kot je v vedski mitologiji opisano nasprotje med Varuno in Mitro.
Pridevnik *wōðaz izhaja iz predgermanske oblike *uoh₂-tós, ki je povezana s prakeltskim izrazom *wātis v pomenu »videc, vedeževalec« (prim. galski wāteis, staroirski fáith »prerok«) in *wātus v pomenu »prerokba, pesniški navdih« (prim. staroirski fáth »preroška modrost, maksime«, starovaližanski guaut »preroški verz, panegirik«). Po mnenju nekaterih raziskovalcev je latinski izraz vātēs (»prerok, videc«) verjetno keltska izposojenka iz galščine, zaradi česar je *uoh₂-tós ~ *ueh₂-tus (»(od) Boga navdihnjen«) skupni verski izraz germanskega in keltskega izvora in ne podedovana beseda zgodnejšega praindoevropskega (PIE) izvora. Če izključimo možnost izposoje, lahko kot skupnega prednika potrjenih germanskih, keltskih in latinskih oblik postavimo tudi PIE etimon *(H)ueh₂-tis (»prerok, videc«).

### Druga imena
Za Odina je zabeleženih več kot 170 imen; imena različno opisujejo lastnosti boga, se nanašajo na mite o njem ali na verske prakse, povezane z njim. Zaradi te množice je Odin bog z največ znanimi imeni med germanskimi ljudstvi. Steve Martin je opozoril, da ime Odinsberg (Ounesberry, Ounsberry, Othenburgh), dobesedno »Odinov hrib« v Cleveland Yorkshiru, današnji Roseberry (Topping), morda izhaja iz časa anglijskih naselbin, saj imata bližnja Newton under Roseberry in Great Ayton anglosaške pripone. Zelo dramatičen skalnat vrh hriba je očiten kraj, ki bi ga lahko ljudje povezovali z božanstvom in je bil morda mesto, kjer so pred prihodom Anglijev ljudje verovali v druga božanstva bronaste/železne dobe, glede na to, da je bil ob vrhu zakopan kup bronastih votivnih sekir in drugih predmetov. Lahko bi torej šlo za redek primer nordijsko-germanske teologije, ki je na impozantnem plemensko pomembnem kraju izpodrinila prejšnjo keltsko mitologijo.
Richard Wagner v svojem opernem ciklu Nibelunški prstan boga imenuje Wotan, kar je njegova lastna iznajdba, ki združuje staronemški Wuotan in nizkonemški Wodan.

### Izvor angleške besede za sredo (Wednesday)
Sodobno angleško ime tretjega dne v tednu izhaja iz staroangleškega Wōdnesdæg, kar pomeni »dan Wōdena«, Sorodne izraze najdemo tudi v drugih germanskih jezikih, kot so srednjenizkonemški in srednjenizozemski Wōdensdach (v sodobni nizozemščini woensdag), starofrizijski Wērnisdei (≈ Wērendei) in staronordijski Óðinsdagr (prim. danski, norveški, švedski onsdag). Vsi ti izrazi izvirajo iz poznega pragermanskega *Wodanesdag (»dan Wōðanaza«), kar je kalk latinskega Mercurii dies (»Merkurjev dan«; prim. sodobno italijanski mercoledì, francoski mercredi, španski miércoles).

## Pričevanja

### Od rimskega obdobja do selitve ljudstev
Prva pričevanja o germanskih ljudstvih so bila zabeležena s strani Rimljanov, v teh delih pa je Odin pogosto omenjen – s postopkom, znanim kot interpretatio romana (kjer značilnosti, ki jih Rimljani zaznavajo kot podobne, privedejo do identifikacije ne-rimskega boga kot rimskega boga) – kot rimski bog Merkur. Prvi jasen primer tega se pojavi v delu Germania rimskega zgodovinarja Tacita s konca 1. stoletja našega štetja, ko Tacit piše o veri Svebov (konfederaciji germanskih ljudstev) in ugotavlja, da »med bogovi v glavnem častijo Merkurja. Menijo, da je njihova verska dolžnost, da mu ob določenih dnevih darujejo človeške in druge žrtve. Herkula in Marsa pomirijo s posebej določenimi živalskimi daritvami« in dodaja, da del Svebov prav tako časti »Izido«. V tem primeru Tacit boga Odina imenuje »Merkur«, Thora »Herkul«, Týra pa »Mars«. »Svebska Izida« je bila predmet mnogih razprav in bi lahko predstavljala boginjo »Freyjo«.
Anthony Birley je opozoril, da ima Odinova navidezna identifikacija z Merkurjem le malo skupnega z Merkurjevo klasično vlogo sela bogov, temveč je povezana z Merkurjevo vlogo psihopompa (vodnika duš preminulih v onstranstvo). Tudi drugi sodobni dokazi so lahko privedli do enačenja Odina z Merkurjem; Odin je bil v tem času tako kot Merkur morda že upodobljen s palico in klobukom, morda je veljal za trgovskega boga in morda sta bila obravnavana vzporedno v svoji vlogi potujočih božanstev. Toda njuna položaja v posameznih verskih sferah sta bila lahko zelo različna. Tudi Tacitov stavek »med bogovi v glavnem častijo Merkurja« je pravzaprav citat iz knjige Commentarii de Bello Gallico Julija Cezarja (1. stoletje pr. n. št.), v kateri Cezar omenja Galce in ne germanskih ljudstev. Glede germanskih ljudstev Cezar pravi: »Bogovi, ki jih priznavajo, so samo tisti, ki jih lahko vidijo, Sonce, Ogenj in Luna«, kar poznavalci zavračajo kot očitno zmotno, ne glede na to, kaj ga je morda pripeljalo do te izjave.
Neposrednih, nespornih dokazov o čaščenju Odina/Merkurja med Goti ni, obstoj Odinovega kulta med njimi pa je predmet razprav. Richard North in Herwig Wolfram sta trdila, da Goti niso častili Odina. Wolfram pri tem poudarja, da to potrjuje uporaba grških imen dni v tednu v gotščini. Ena od možnih razlag gotskega prstana iz Pietroassa je, da napis »gutaniowi hailag« pomeni »posvečeno Wodanu-Jovu«, vendar je to zelo sporno.
Najzgodnejša jasna omemba Odina z imenom se nahaja na C-brakteatu, odkritem na Danskem leta 2020. Na brakteatu, datiranem v leto 400, je napis v pranordijskem starem Futharku: »On je Odinov človek« (iz Wōd[a]nas weraz). Čeprav so se angleška kraljestva spreobrnila v krščanstvo do konca 7. stoletja, je Woden pogosto naveden kot ustanovna figura med staroangleško kraljevino.
Odin je neposredno ali posredno nekajkrat omenjen tudi v ohranjenem staroangleškem pesniškem korpusu, vključno v pesnitviji Nine Herbs Charm (slovensko urok/blagoslov devetih zeliščih) in verjetno tudi v Old English rune poem (slovensko staroangleška pesem o runah). Na Odina se morda sklicuje tudi uganka Salomon in Saturn. V pesnitvi Nine Herbs Charm naj bi Woden z devetimi »vejami slave« ubil wyrma (kačo, germanskega zmaja). Pesnitev, ki se je ohranila v rokopisu iz 11. stoletja, je po besedah Billa Griffithsa »eno najbolj skrivnostnih staroangleških besedil«. Odsek, v katerem je omenjen Woden, je naslednji:
| + wyrm com snican, toslat he nan, ða genam woden VIIII wuldortanas, sloh ða þa næddran þæt heo on VIIII tofleah Þær gaændade æppel and attor þæt heo næfre ne wolde on hus bugan. | Kača se je prikradla. Nikogar ni ubila. Tedaj je Woden vzel devet vej slave, (in) udaril kačo, da se je v devet razletela. Tam je jabolko premagalo strup, da nikdar več ne bi vstopila v dom. |
| | —Prirejeno po angleškem prevodu Billa Griffithsa (2006) in Josepha S. Hopkinsa (2020) |

Predlagana je bila sprememba besede nan v »man«, kar bi pomenilo, da je kača ubila človeka. V naslednji kitici je opisano, kako je »modri gospod« (witig drihten) med visenjem v nebesih ustvaril zelišči krebuljico in koromač, preden ju je poslal med ljudi. Griffith v zvezi s tem pravi: »V krščanskem kontekstu bi se ‚visenje v nebesih‘ nanašalo na križanje; vendar (če se spomnimo, da je bil Woden omenjen nekaj vrstic prej) obstaja tudi morda boljša vzporednica z Odinom, saj je bilo njegovo križanje povezano z učenjem.« Staroangleška gnomična pesnitev Maxims I prav tako omenja Wodena po imenu v (aliteracijskem) stavku Woden worhte weos (»Woden je ustvaril malike«), v katerem je obsojen in negativno postavljen v nasprotje s s krščanskim Bogom.
Staroangleška runska pesnitev pripoveduje o staroangleški runski abecedi, futhorc. Kitica za runo ós se glasi: 
| ōs byþ ordfruma ǣlcre sprǣce wīsdōmes wraþu and wītena frōfur and eorla gehwām ēadnys and tō hiht | bog je izvor vseh jezikov temelj modrosti in tolažba modrega človeka in vsakemu junaku blagoslov in upanje |
|                                                                                                   | —Prirejeno po angleškem prevodu Stephena Pollingtona (2008)                                                |

Prva beseda te kitice, ōs (latinsko »usta«), je enakoglasnica za staroangleško os, pogansko besedo za »boga«. Zaradi tega in zaradi vsebine kitic več poznavalcev domneva, da je pesem cenzurirana, rekoč, da se je prvotno nanašala na Odina. Kathleen Herbert komentira: »Os je bila soroden z As v nordijščini, kjer je pomenil enega od Azov, glavne družine bogov. V stari angleščini se je lahko uporabljal kot del osebnih imen: Osric, Oswald, Osmund itd., vendar se ni uporabljal kot beseda, ki bi označevala boga kristjanov. Woden je bil enačen z Merkurjem, bogom zgovornosti (med drugim). Zgodbe o nordijskem bogu Odinu pripovedujejo, kako je v zameno za modrost dal eno od svojih oči; dobil je tudi medico pesniškega navdiha. Na srečo krščanskih mojstrov run je bilo mogoče latinsko besedo os nadomestiti, ne da bi uničili smisel, in tako ohraniti zunanjo obliko imena rune brez očitnega sklicevanja na Wodena.«

V prozni pripovedi o Salomonu in Saturnu je »velikan Merkur« (Mercurius se gygand) omenjen kot izumitelj črk. To je prav tako lahko sklicevanje na Odina, ki je v nordijski mitologiji ustanovitelj runskih abeced, in razlaga nadaljevanje prakse enačenja Odina z Merkurjem, ki jo najdemo že pri Tacitu. Ena od pesmi o Salomonu in Saturnu je poleg tega napisana v slogu poznejšega staronordijskega gradiva, ki vključuje Odina, kot je staronordijska pesem Vafþrúðnismál, v kateri se Odin in jötunn Vafþrúðnir preizkušata v smrtonosni igri razuma.
Origo Gentis Langobardorum iz 7. stoletja in iz njega izpeljana Historia Langobardorum Pavla Diakona iz 8. stoletja pripovedujeta ustanovni mit Langobardov, germanskem ljudstvu, ki je vladalo regiji na Apeninskem polotoku. Po tej legendi je »majhnemu ljudstvu«, imenovanemu Vinili, vladala ženska po imenu Gambara, ki je imela dva sinova, Iborja in Aja. Vandali, ki sta jim vladala Ambri in Asi, so s svojo vojsko prišli k Vinilom in zahtevali, da jim plačajo davek ali pa se pripravijo na vojno. Ibor, Ajo in njuna mati Gambara so zavrnili zahtevo po dajatvi. Ambri in Asi sta nato prosila boga Godana za zmago nad Vinili, na kar je Godan odgovoril (v daljši različici v Origu): »Kogar bom ob sončnem vzhodu prvi videl, temu bom dal zmago.«
Medtem sta Ibor in Ajo poklicala Freo, Godanovo ženo. Frea jima je svetovala, naj »ob sončnem vzhodu pridejo Vinili in da naj s svojimi možmi pridejo tudi njihove ženske z lasmi, spuščenimi okoli obraza v podobi brade«. Ob sončnem vzhodu je Frea obrnila Godanovo posteljo proti vzhodu in ga zbudila. Godan je zagledal Vinile in njihove ženske z brado ter vprašal: »Kdo so ti dolgobradi?« Frea je Godanu odgovorila: »Ker si jim dal ime, jim daj tudi zmago.« Godan je to storil, »da bi se branili po njegovem nasvetu in dosegli zmago«. Od takrat so bili Vinili znani kot Langobardi (»dolgobradi«).
Jonas iz Bobbija je sredi 7. stoletja zapisal, da je irski misijonar Kolumban na začetku istega stoletja prekinil daritev piva Odinu (vodano) »(ki so ga drugi imenovali Merkur)« na Švabskem. Nekaj stoletij pozneje je dokument iz 9. stoletja iz današnjega Mainza v Nemčiji, znan kot starosaška krstna zaobljuba, zapisal imena treh starosaških bogov: UUôden (»Woden«), Saxnôte in Thunaer (»Thor«), ki naj bi se jim poganski spreobrnjenci odrekli kot demonom.
Rokopis iz 10. stoletja, najdenem v Merseburgu v Nemčiji, vsebuje pogansko invokacijo, znano kot Merseburški uroki, ki poziva Odina ter druge bogove in boginje iz celinskega germanskega panteona, naj pomagajo ozdraviti konja:
| Phol ende uuodan uuoran zi holza. du uuart demo balderes uolon sin uuoz birenkit. thu biguol en sinthgunt, sunna era suister, thu biguol en friia, uolla era suister thu biguol en uuodan, so he uuola conda: sose benrenki, sose bluotrenki, sose lidirenki: ben zi bena, bluot si bluoda, lid zi geliden, sose gelimida sin! | Phol in Woden sta odpotovala v gozd. Takrat se je Baldurjevemu žrebetu zvila noga. Potem jo je začarala Sindgund (in) Sunna, njena sestra, potem jo je začarala Frija (in) Volla, njena sestra, potem jo je začaral Woden, kot je to najbolje znal. Kot je bilo z izvinom kosti, tako tudi z izvinom krvi, (in) tako tudi z izvinom uda: kost h kosti, kri h krvi, ud k udu zlepljen. |
| | —Prirejeno po angleškem prevodu Billa Griffithsa |

### V staroangleških rodovnikih
Staroangleški kraljevi rodovniki opisujejo Wodena kot prednika kraljev Lindseyja, Mercije, Deire in Bernicije (ki so sčasoma postala Northumbrija, Wessex in Vzhodna Anglija), kar zajema 7 od 8 rodovnikov, z izjemo Essexa, kjer so svoje prednike povezali s Saxnotom. Nekateri od teh rodovnikov vsebujejo prednike onkraj Wodena in v 8. stoletju navajajo njegovega očeta kot Frealafa.
Tudi valižanska Historia Brittonum iz 9. stoletja vključuje Wodena v rodovnik Hengista in prikazuje Wodenovo poreklo kot »VVoden, filii Frealaf, filii Fredulf, filii Finn, filii Fodepald, filii Geta«, ki naj bi bil sin boga, ki ni Jahve. To se ujema z Lindseyjevim rodovnikom, ki pravi, da je bil Frealaf sin Friothulfa, sin Finna, sin Godulfa, sin Geata, čeprav se zdi, da je pisec rodovnika, zgodovinar Nenij, Godulfa nadomestil s Fodepaldom. Drugi Odinovi rodovniki vključujejo še druge prednike, ki segajo še dlje nazaj od Geata, in kot Geatovega očeta navajajo Tætwa, sin Beawa, sin Sceldija, sin Heremoda, sin Itermona, sin Hathra, sin Guala, sin Bedwiga, sin Sceafa, ki je četrti nebiblični Noetov sin.

### Od vikinške dobe do obdobja po vikinški dobi
V 11. stoletju je kronist Adam iz Bremna v eni od sholij (opomb) svojega dela Gesta Hammaburgensis Ecclesiae Pontificum zapisal, da je v svetišču v Uppsali (v kraju Gamla Uppsala na Švedskem) stal kip Thora, ki ga Adam opisuje kot »najmogočnejšega«, ob njem pa sta bila Wodan (Odin) in »Fricco« (Frey). Odina Adam opisuje kot »besnega« (Wodan, id est furor) in pravi, da »vlada vojni in daje ljudem moč proti sovražniku« ter da ga ljudje v templju upodabljajo v oklepu, »tako kot naši ljudje upodabljajo Marsa«. Po Adamovih besedah so prebivalci Uppsale vsakemu od bogov določili svečenike (gothi), ki so morali darovati žrtve (blót), v času vojne pa so bile žrtve darovane podobam Odina.
V 12. stoletju, več stoletij po »uradni« pokristjanitvi Norveške, so prebivalci še vedno klicali Odina, kar dokazuje palica z runskim sporočilom, najdena med napisi Bryggen v Bergnu na Norveškem. Na palici sta na pomoč poklicana Thor in Odin; Thor naj »sprejme« bralca, Odin pa naj si ga »lasti«.

#### Poetična Edda
Odin je omenjen ali se pojavlja v večini pesmi Poetične Edde, ki je bila sestavljena v 13. stoletju iz tradicionalnih virov, ki segajo v pogansko obdobje.

V pesmi Völuspá (staronordijsko za »Bajanje vidke«) se Odin pogovarja z nemrtvo vidko, ki mu posreduje modrosti časov pred stvarjenjem sveta in napove začetek Ragnaröka, uničenja in ponovnega rojstva sveta. Med zgodbami, ki jih pripoveduje, je tudi zgodba o prvih človeških bitjih (Ask in Embla), ki jih je našla in oživila trojica bogov: Odin, Hœnir in Lóðurr: v 17. kitici pesmi vidka, ki pripoveduje pesem, pravi, da so Hœnir, Lóðurr in Odin nekoč našli Aska in Emblo na kopnem. Vidka pravi, da sta bila neobetavna, saj nista imela usode, in pove, da so jima bogovi dali tri darila:

| Ǫnd þau né átto, óð þau né hǫfðo, lá né læti né lito góða. Ǫnd gaf Óðinn, óð gaf Hœnir, lá gaf Lóðurr ok lito góða. Staronordijsko | Nista dihala, nista imela duhá, ne toplote bivanja, ne izraza bitja; dih je dal Odin, duhá pa Honir, temu dodal je Lodurr izraz in toploto. Prevod B. Gjuda in S. Košaka | Nista imela duše, nista imela razuma, ne toplote, ne gibanja, ne lepega videza; dušo je dal Othin, razum pa Hönir, temu dodal je Lothur toploto in lepi videz. Prirejeno po angleškem prevodu Henryja Adamsa Bellowsa | Nista imela duhá, nista imela razuma, ne krvi, ne moči za gibanje, ne lepe barve. Duhá je dal Odin, razum je dal Hœnir, temu dodal je Lodur kri in lepo barvo. Prirejeno po angleškem prevodu Benjamina Thorpa |

O pomenu darov se strokovnjaki ne strinjajo, zato se prevodi razlikujejo.
V nadaljevanju pesmi vidka pripoveduje o dogodkih vojne med Azi in Vani, dvema skupinama bogov. Med to, prvo vojno sveta, je Odin vrgel svojo kopje v nasprotne sile Vanov. Vidka pove Odinu, da ve, kje je skril svoje oko; v vodnjaku Mímisbrunnr iz katerega »ob zori pije Mimir medico«. Potem ko ji Odin podari okrasje, vidka razodane še več informacij, vključno s seznamom valkir, imenovanih nǫnnor Herians »dekleta velikega vojskovodje«; z drugimi besedami, Odinova dekleta. Pri napovedovanju dogodkov v Ragnaröku vidka napove Odinovo smrt; Odin se bo med veliko bitko v Ragnaröku boril s pošastnim volkom Fenrirjem. Odina bo volk požrl, a Odinov sin Víðarr ga bo maščeval tako, da bo volka zabodel v srce. Po požigu in obnovi sveta se bodo preživeli in od mrtvih vstali bogovi srečali in se spominjali Odinovih dejanj in »starodavnih run«.
Pesem Hávamál (staronordijsko za »Pesem Visokega«) je v celoti sestavljena iz modrostnih verzov, ki se pripisujejo Odinu. Ti nasveti segajo od praktičnih (»Moder mož drži čašo, a zmerno pije medico, navadno najraje molči, a pove le najnujnejše; ni predrzno in nevljudno, če greš zgodaj k počitku«) do mitoloških (kot je Odinovo pripovedovanje o iskanju Óðrœrirja, posode z medico poezije) in mističnih (zadnji del pesmi sestavlja Odinov spomin na osemnajst urokov). Med različnimi prizori, o katerih pripoveduje Odin, je tudi njegovo samožrtvovanje:
| Vem, da sem visel na viharniku, polnih devet nočí, preboden s kopjem, Odin sem, darovan samemu sebi; na tem samotnem drevesu, o katerem nihče ne ve, iz kakšnih korenin kipí. Nihče mi ni dal koščka kruha, ne pijače iz kozarca, visel sem navzdol; vsrkaval sem rune, s krikom sem jih sprejel, potem sem se spustil na tla. Prevod B. Gjuda in S. Košaka | Vem, da sem visel na viharniku, celih devet noči, ranjen s kopjem in darovan Odinu, samemu sebi; na tistem drevesu, o katerem nihče ne ve, iz kakšnih korenin kipí. Nihče mi ni dal kruha, niti roga pijače, navzdol sem gledal, osredotočil sem se na rune, z vpitjem jih sprejel, potem sem padel na tla. Prirejeno po angleškem prevodu Benjamina Thorpa | Mislim, da sem visel na viharniku, Visel tam polnih devet noči; S kopjem sem bil ranjen in darovan sem bil, Odinu, samemu sebi, Na drevesu, o katerem nihče ne ve, Kakšna korenina pod njim teče. Nihče me ni razveselil s hlebom ali rogom, In tam navzdol sem gledal; vsrkaval sem rune, s krikom jih sprejel, potem sem takoj padel na tla. Prirejeno po angleškem prevodu Henryja Adamsa Bellowsa |

Čeprav ime drevesa v pesmi ni navedeno in v nordijski mitologiji obstajajo tudi druga drevesa, je drevo skoraj splošno sprejeto kot kozmično drevo Yggdrasil, in če je to drevo Yggdrasil, potem je ime Yggdrasil (staronordijsko »Yggov konj«) neposredno povezano s to zgodbo. Odin je povezan z obešanjem in vešali; John Lindow pravi, da »obešenci ‚jezdijo‘ na vešalah«.
V proznem uvodu v pesem Sigrdrífumál junak Sigurd jezdi do Hindarfella in se odpravi na jug proti »deželi Frankov«. Na gori Sigurd zagleda močno svetlobo, »kot bi do neba plapolal ogenj«. Sigurd se ji približa in tam zagleda skjaldborg (taktično formacijo ščitnega zidu) s praporom, ki mu plapola nad glavo. Sigurd vstopi v skjaldborg in vidi, da tam leži in spi do zob oborožen bojevnik. Sigurd bojevniku sname čelado in zagleda ženski obraz. Poloklep ženske je tako tesen, da se zdi, kot da se je zarastel v njeno telo. Sigurd s svojim mečem Gram razreže poloklep, začne od vratu navzdol, nadaljuje z rezanjem rokavov in ji ga naposled sname.
Ženska se prebudi, sede, pogleda Sigurda in pogovarjata se v dveh kiticah pesmi. V drugi kitici ženska pojasni, da jo je Odin zaklel z urokom spanca, ki ga ni mogla izničiti, in da je zaradi tega uroka dolgo spala. Sigurd jo vpraša po imenu, ženska pa mu pomoli rog medice, da bi mu pomagala ohraniti njene besede v spominu. Ženska v dveh kiticah recitira pogansko molitev. V pripovedi v prozi je razloženo, da je ženski ime Sigrdrífa in da je valkira.
Pripoved razkriva, da Sigrdrífa pojasni Sigurdu, kako sta se bojevala dva kralja. Odin je enemu od njiju—Hjalmgunnarju— obljubil zmago v bitki, vendar je ona v bitki Hjalmgunnarja »porazila«. Zato jo je Odin zbodel s trnom uspavanja, ji povedal, da se ne bo nikoli več »zmagovito borila v boju«, in jo obsodil na zakon. Sigrdrífa je Odinu odgovorila, da je prisegla, da se ne bo nikoli poročila z moškim, ki pozna strah. Sigurd nato prosi Sigrdrífo, naj z njim deli svojo modrost vseh svetov. Pesem se nadaljuje v verzih, v katerih Sigrdrífa Sigurdu posreduje znanje o vklesovanju run, mistični modrosti in prerokovanju.

#### Prozna Edda
Odin je omenjen v vseh knjigah Prozne Edde, ki je bila napisana v 13. stoletju in je črpala iz starejšega tradicionalnega gradiva. Obširno je predstavljen v devetem poglavju knjige Gylfaginning, kjer je pojasnjeno, da je vladar Asgarda, domene bogov, da je »vseoče« in da so iz njega vsi bogovi, vse človeštvo (prek Aska in Embla) in vse drugo, kar je ustvaril ali mu dal življenje. V Gylfaginningi o Asgardu piše:
Tam so prebivali bogovi in njihov rod, in mnogo zgodb ter pripovedi se je tam porodilo, o katerih se pripoveduje tako na zemlji kot v višavah. V mestu stoji sedež, imenovan Hlidskialf, in kadar je Odin sedel na tem prestolu, je videl čez vse svetove in vsako človeško početje ter razumel vse, kar je uzrl. Njegova žena je bila Frigg, hči Fiorgvina; iz njune krvi izhaja rod, ki ga imenujemo rod Azov, ki so naselili Stari Asgard in kraljestva, ki mu pripadajo; ta rod je božanskega izvora. Zato ga moramo imenovati Vseoče: kajti on je oče vseh bogov, vseh ljudi in vsega, kar je bilo ustvarjeno po njegovi volji in moči. Zemlja je bila njegova hči in njegova soproga. Iz nje je spočel prvorojenca: to je bil Azathor.
V Gylfaginningi (38. poglavje) na prestol postavljeni lik Visokega (Harr) pripoveduje Gangleriju (preoblečenemu kralju Gylfiju), da na Odinovih ramenih sedita dva krokarja po imenu Huginn in Muninn. Krokarja Odinu povesta vse, kar vidita in slišita. Odin ju ob zori razpošlje, nakar ptiča preletita ves svet in se vrneta proti večerji. Na tak način je Odin obveščen o številnih dogodkih. Visoki doda, da se Odin zaradi te povezave imenuje »bog krokarjev«. Nato citira zgoraj omenjeno kitico iz Grímnismála.
V istem poglavju Visoki razloži, da Odin vso hrano na svoji mizi daje svojima volkovoma Geriju in Frekiju in da Odin ne potrebuje hrane, saj mu je vino tako jedača kot pijača.

#### Heimskringlain sage
Odin je večkrat omenjen v sagah, ki sestavljajo Heimskringlo. V sagi o Ynglingih, prvem delu Heimskringle, je podan evhemerističen opis izvora bogov. Odin je predstavljen v drugem poglavju, kjer je zapisano, da je živel v »deželi ali domu Azov« (staronordijsko Ásaland eða Ásaheimr), katere glavno mesto je bilo Asgard. Asgard, kateremu je vladal Odin, veliki poglavar, je bil »dober kraj za žrtvovanje«. Tam je bilo v navadi, da je imelo dvanajst tempeljskih duhovnikov najvišji položaj; ti so opravljali žrtvovanja in sodili ljudem. »Imenovali so se diar ali vrhovni duhovniki«, ljudje pa so jim morali služiti in jih spoštovati. Odin je bil zelo uspešen bojevnik, veliko je potoval in osvojil številne dežele. Bil je tako uspešen, da ni izgubil nobene bitke. Posledično, kot piše v sagi, so ljudje verjeli, da mu je »dano« zmagovati v vseh bitkah. Preden je Odin svoje može poslal v vojno ali na naloge, je položil roke na njihove glave in jim podelil bjannak (»blagoslov«, iz latinskega benedictio), in možje so verjeli, da bodo prav tako zmagali. Vso svojo vero so polagali v Odina, in kjer koli so klicali njegovo ime, so verjeli, da jim bo to prineslo pomoč. Odin je bil pogosto odsoten za daljša časovna obdobja.
V 3. poglavju piše, da je imel Odin dva brata, Véja in Vilija in ko Odina ni bilo, sta nadzorovala njegovo kraljestvo. Nekoč, ko je bil Odin tako dolgo odsoten, da so Azi verjeli, da se ne bo vrnil, sta si brata začela razdeljevati Odinovo dediščino, »njegovo ženo Frigg pa sta si delila. Vendar se je naposled [Odin] vrnil in si svojo ženo ponovno prisvojil«. V četrtem poglavju je opisana vojna med Azi in Vani. V poglavju je zapisano, da je Odin »začel vojno proti Vanom«. Vani so branili svojo deželo in bitka se je končala v pat položaju, saj sta obe strani opustošili deželo drug druge. V okviru mirovnega sporazuma sta si strani izmenjali talce. Ena od izmenjav se je izjalovila in Vani so obglavili enega od talcev, ki so jim ga je poslali Azi, Mímirja. Vani so Mímirjevo glavo poslali Azom, nakar jo je Odin »vzel in balzamiral z zelišči, da ne bi zgnila, ter nad njo izrekel uroke [staronordijsko galdr]«, ki so glavi dali sposobnost, da je govorila z Odinom in mu »povedala veliko okultnih stvari«.
V sagi o Volsungih veliki kralj Rerir in njegova žena (neimenovana) ne moreta spočeti otroka; »to pomanjkanje ju je oba razžalostilo, zato sta goreče prosila bogove, da bi lahko imela otroka. Pravijo, da je Frigg slišala njune molitve in povedala Odinu, kaj prosita.« Bogova sta nato poslala valkiro, ki je Rerirju prinesla jabolko, ki mu ga je v podobi vrane vrgla v naročje, ko je sedel na grobni gomili, Rerirjeva žena pa je kmalu zatem zanosila s soimenjakom rodbine Volsungov.
V legendarni sagi Hervarar saga ok Heiðreks iz 13. stoletja je v pesmi Heiðreks gátur uganka, v kateri sta omenjena Sleipnir in Odin:
36. Gestumblindi je dejal:
Kdo sta dva,
ki tečeta na desetih nogah?
Tri oči imata,
a le en rep.
Dobro, ugani zdaj
to uganko, Heithrek!
Heithrek je odgovoril:
Dobra je tvoja uganka, Gestumblindi,
in uganjena je:
to je Odin, ki jezdi na Sleipnirju.

### Sodobna folklora
Lokalna ljudska izročila in običaji so Odina v Skandinaviji poznala še v 19. stoletju. Benjamin Thorpe je v delu, objavljenem sredi 19. stoletja, zapisal, da na Gotlandu »v ustih ljudi še vedno živijo številna izročila in zgodbe o starem Odinu«. Thorpe poudarja, da je bila v Blekingu na Švedskem »nekdaj navada pustiti snop slame na polju za Odinove konje«, navaja pa tudi druge primere, na primer v Kråktorpsgårdu na Smålandu, kjer so v 18. stoletju domnevno odprli gomilo, v kateri naj bi bilo Odinovo telo. Po pokristjanjevanju je bila gomila znana kot Helvetesbackke (švedsko »Peklenski grič«). Lokalna legenda pravi, da je po odprtju »izbruhnil čudaški ogenj, podoben streli«, in da so izkopali krsto, polno kremena, in svetilko. Thorpe dodaja, da naj bi po legendi duhovnik, ki je prebival v okolici Troienborga, nekoč posejal nekaj rži, in ko je rž vzklila, je vsak večer s hribov na konju prijezdil Odin. Odin naj bi bil tako ogromen, da je kraljeval nad kmečkimi poslopji, s kopjem v roki. Ustavil se je pred vhodom in vso noč preprečeval vstop ali izstop, kar se je dogajalo vsako noč, dokler rži niso poželi.
Thorpe pripoveduje, da »kroži tudi zgodba o zlati ladji, ki naj bi bila potopljena v Runemadu blizu Nyckelberga v kateri naj bi po izročilu Odin iz bitke pri Bråvalli peljal padle v Valhall«. Poleg tega Thorpe navaja, da naj bi ime Kettilsås, po legendi, izhajalo iz »nekega Ketilla Runskega, ki je ukradel Odinove runske palice« (runekaflar) in nato zvezal Odinove pse, bika in morsko deklico, ki je prišla Odinu na pomoč. Thorpe omenja, da so v času njegovega pisanja na Švedskem obstajala še številna druga izročila.
Thorpe je leta 1851 zapisal, da na Švedskem »ljudje, ko ponoči slišijo hrup, podoben zvoku kočij in konj, rečejo: 'Odin gre mimo.'«
V faroški baladi Loka Táttur ali Lokka Táttur, ki izvira iz poznega srednjega veka, Odin in bogova Loki ter Hœnir pomagajo kmetu in dečku ubežati jezi jötunna, ki je izgubil stavo.

## Arheološki zapisi
Upodobitve ali omembe Odina najdemo na številnih predmetih. Zlati brakteati (tipa A, B in C) iz obdobja preseljevanja narodov (5. in 6. stoletje n. št.) prikazujejo človeško figuro nad konjem, ki drži kopje in je obkrožena z eno ali dvema pticama. Prisotnosti ptic je privedla do ikonografske opredelitve človeške figurice kot boga Odin, ki ga spremljata Huginn in Muninn. Podobno kot v opisu krokarjev v Prozni Eddi je ptica včasih upodobljena pri človeškem očesu ali pri ušesu konja. Brakteate so našli na Danskem, Švedskem, Norveškem ter v manjšem številu v Angliji in na območjih južno od Danske. Avstrijski germanist Rudolf Simek pravi, da so na brakteatih morda upodobljeni Odin in njegova krokarja, ki zdravita konja, kar bi lahko nakazovalo, da ptiča prvotno nista bila le njegova spremljevalca na bojišču, temveč tudi »Odinova pomočnika pri njegovi veterinarski vlogi«.
Plošče čelad iz vendelskega obdobja (iz 6. ali 7. stoletja), najdene v grobu na Švedskem, prikazujejo lik s čelado, ki drži kopje in ščit ter jezdi konja, ki ga spremljata dve ptici. Plošča je bila interpretirana kot Odina, ki ga spremljata njegova krokarja.
Na dveh slikovnih kamnih iz 8. stoletja z otoka Gotland na Švedskem sta upodobljena osemnoga konja, za katera večina raziskovalcev meni, da ponazarjata Sleipnirja: slikovni kamen iz Tjängvide in slikovni kamen Ardre VIII. Na obej slikah jezdec sedi na osemnogem konju, ki po mnenju več raziskovalcev ponazarja Odina. Nad jezdecem na kamnu iz Tjängvide je vodoraven lik s kopjem, ki je morda valkira, ženski lik pa pozdravlja jezdeca s čašo. Prizor se razlaga kot prihod jezdeca v svet mrtvih. Kamen iz Eggja iz sredine 7. stoletja, ki nosi Odinovo ime haras (staronordijsko »bog vojske«) se lahko razlaga kot podoba Sleipnirja.
Par identičnih ptičjih brošk iz germanske železne dobe, najdenih v Bejsebakkeju na severu Danske, bi lahko upodabljal Huginna in Muninna. Hrbtna stran vsake izmed ptic vsebuje motiv maske, ptičje noge pa so oblikovane kot živalske glave. Peresa ptic so prav tako sestavljena iz živalskih glav. Skupaj živalske glave na peresih tvorijo masko na hrbtu ptice. Ptici imata močna kljuna in pahljačasta repa, kar nakazuje, da gre za krokarja. Broške so bile namenjene nošnji na ramenih, skladno z modo germanske železne dobe. Arheolog Peter Vang Petersen komentira, da je simbolika brošk odprta za razpravo, vendar oblika kljunov in peres potrjuje, da broški upodabljata krokarja. Petersen poudarja, da »krokarjevi okraski, nošeni v paru po takratni modi, eden na vsakem ramenu, usmerjajo misli k Odinovima krokarjema in kultu Odina v germanski železni dobi.« Prav tako ugotavlja, da je Odin povezan s preoblačenjem in da bi maski na krokarjih lahko bili portreti Odina.
Fragmenti tapiserije iz Oseberga, odkriti v vikinški ladji Oseberg na Norveškem, prikazujejo prizor z dvema črnima pticama, ki lebdita nad konjem. Konj je bil morda prvotno del procesije vozov, ki so jih vlekli konji, kot je prikazano na tapiseriji. V svoji analizi tapiserije strokovnjakinja Anne Stine Ingstad ti ptici interpretira kot Huginna in Muninna, ki letita nad pokritim vozom, ki vsebuje Odinovo podobo, pri čemer vleče vzporednice z opisi boginje Nerthus, ki jih je zapisal Tacit v 1. stoletju n. št.
Med izkopavanji v Ribeju na Danskem je bil odkrit svinčeni kalup za ulivanje iz vikinške dobe in 11 enakih ulivnih kalupov. Ti predmeti prikazujejo brkatega moža, ki nosi čelado z dvema naglavnima okrasjema. Arheolog Stig Jensen predlaga, da bi te okraske lahko interpretirali kot Huginna in Muninna, nosilca pa kot Odina. Opomni, da »se podobne upodobitve pojavljajo povsod, kamor so šli Vikingi — od vzhodne Anglije do Rusije in seveda tudi v preostali Skandinaviji.«
Del Thorwaldovega križa (delno ohranjenega runskega kamna, postavljenega v Kirk Andreasu na otoku Man) prikazuje bradatega človeka, ki s kopjem napada volka, pri čemer ima desno nogo v njegovih ustih, na rami pa veliko ptico. Andy Orchard trdi, da bi ta ptica lahko bila Huginn ali Muninn. Po datiranju Rundate je križ nastal okoli leta 940, medtem ko ga Pluskowski umešča v 11. stoletje. Ta upodobitev je interpretirana kot Odin, s krokarjem ali orlom na rami, ki ga poje volčja pošast Fenrir med dogodki Ragnaröka.
Podobno kot Thorwaldov križ tudi kamen iz Ledberga iz 11. stoletja na Švedskem prikazuje figuro z nogo v ustih štirinožne zveri, kar bi lahko bila upodobitev Odina, ki ga požira Fenrir med Ragnarökom. Pod zverjo in človekom je prikazan mož brez nog, s čelado, ki ima roke v ponižnem položaju. Inskripcija v mlajšem futharku na kamnu vsebuje običajno spominsko posvetilo, ki mu sledi šifrirano zaporedje run, opisano kot »skrivnostno« in »zanimiva magična formula, znana po celotnem starodavnem nordijskem svetu.«
Novembra 2009 je Roskildski muzej objavil odkritje srebrne figurice z vdelanim črnim loščem, najdene v Lejreju, ki so jo poimenovali Odin iz Lejre. Srebrni predmet prikazuje osebo, ki sedi na prestolu. Prestol ima živalske glave in ga obdajata dve ptici. Roskildski muzej identificira figuro kot Odina, ki sedi na svojem prestolu Hliðskjálfu, obdan s krokarjema Huginnom in Muninnom.
Različne interpretacije so bile ponujene za simbol, ki se pojavlja na različnih arheoloških najdbah, danes znan kot valknut. Zaradi konteksta njegove umestitve na nekaterih predmetih so nekateri poznavalci simbol interpretirali kot povezanega z Odinom. Hilda Ellis Davidson teorizira povezavo med valknutom, bogom Odinom in »miselno vezjo«:
Na primer, poleg figure Odina na njegovem konju, prikazanega na več spominskih kamnih, je upodobljen nekakšen vozel, imenovan valknut, soroden  triskelionu. To naj bi simboliziralo moč boga, da veže in odvaja, omenjeno v pesmih in drugod. Odin je imel moč, da je polagal vezi na misli, tako da so ljudje postali nemočni v boju, in prav tako je lahko sprostil napetosti strahu in obremenitev s svojimi darovi bojne blaznosti, opojnosti in navdiha.
Davidsonova pravi, da se podobni simboli pojavljajo ob figurah volkov in krokarjev na »nekaterih upepelitvenih žarah« iz anglosaških pokopališč v vzhodni Angliji. Po njenem mnenju je Odinova povezava z upepelitvijo dobro poznana, zato se zdi povsem razumljivo, da bi ga povezali z Odinovim kultom v anglosaksonski Angliji. Davidsonova nadalje predlaga povezave med Odinovo vlogo kot prinašalca ekstaze in etimologijo njegovega imena.

## Izvor in teorije
Začetek raziskav Odinovega izvora sega v leto 1876, ko je Henry Petersen v svoji doktorski disertaciji predlagal, da je bil Thor domorodno božanstvo skandinavskih kmetov, medtem ko je bil Odin kasnejše božanstvo, povezano predvsem z voditelji in pesniki. Številni raziskovalci nordijske mitologije so v preteklosti menili, da Odin ni bil del prvotnega skandinavskega panteona, temveč da je bil uvožen od drugod. To idejo je razvil Bernhard Salin z analizo motivov na petroglifih in brakteatih ter z razlago prologa Prozne Edde, ki opisuje Aze kot priseljence v Skandinavijo. Salin je predlagal, da sta bila tako Odin kot rune v železni dobi prinešena iz jugovzhodne Evrope. Drugi strokovnjaki so Odinov prihod umestili v različna zgodovinska obdobja; Axel Olrik je, denimo, menil, da je bil Odin uveden v času preseljevanja ljudstev pod vplivom galske kulture.
Še bolj radikalno stališče sta zagovarjala arheologinja in primerjalna mitologinja Marija Gimbutas ter germanist Karl Helm, ki sta trdila, da so Azi kot skupina, kamor spadata tudi Thor in Odin, prišli v Severno Evropo relativno pozno. Po njunem mnenju naj bi bila avtohtona religija tega območja osredotočena na čaščenje Vanov, ki so odražali starejše lokalne verske tradicije.
V 16. stoletju je švedska vlada, pod vplivom izmišljenega seznama kraljev, ki ga je ustvaril Johannes Magnus, Odina (švedsko: Oden) uradno razglasila za prvega kralja Švedske. Ta status mu je ostal priznan skozi celotno obdobje vladavine dinastije Vasa.
Po trifunkcijski hipotezi Georgesa Dumézila, ki deli indoevropske panteone na tri osnovne funkcije, Odinu pripada prva funkcija — suverenost. Ta funkcija ustreza hindujskemu bogu Varunu, ki pooseblja bes in magijo, v nasprotju z bogom Týrom, ki predstavlja zakon in pravico ter ustreza hindujskemu Mitru. Vani pa so po tej teoriji predstavniki tretje funkcije, povezane s plodnostjo.
Drugi pristopi k razumevanju Odina se osredotočajo na njegove lastnosti in vlogo. Zgodnji učenjaki so ga pogosto interpretirali kot boga vetra ali smrti. Njegovo povezanost z ekstatičnimi praksami so mnogi povezovali z božanstvi drugih tradicij. Na primer, Jan de Vries je Odina primerjal s hindujskim bogom Rudro in grškim Hermesom, kar poudarja njegovo kompleksno naravo kot božanstva transformacije, prehoda in inspiracije.